# Clovia incerta
Clovia incerta är en insektsart som beskrevs av Victor Lallemand 1927. Clovia incerta ingår i släktet Clovia och familjen spottstritar. Inga underarter finns listade i Catalogue of Life.